# عيون الغزلان
عيون الغزلان هي قرية لبنانية من قرى قضاء عكار في محافظة الشمال. تقع في تجمع للقرى يسمى الهضبات.
يقدّر عدد السكّان المسجّلين في سجلات الأحوال الشخصية بنحو 463 نسمة ينتمون إلى المذهب السنّي. ويبلغ عدد المنازل في البلدة نحو 25 منزلاً.